# Mesolita myrmecophila
Mesolita myrmecophila är en skalbaggsart som beskrevs av Lea 1918. Mesolita myrmecophila ingår i släktet Mesolita och familjen långhorningar. Inga underarter finns listade i Catalogue of Life.